# Agrarisch collectief
Een agrarische collectief is in Nederland een organisatie die belast is met de aanvraag en toedeling van subsidie voor Agrarisch Natuur- en Landschapsbeheer (ANLb). Het heeft de vorm van een coöperatieve vereniging. 

## Subsidie
In het kader van de ANLb vragen de agrarische collectieven subsidies aan bij de provincie en sluiten ze contracten met de boeren, de agrarische natuurbeheerders. Boeren vragen niet - zoals tot 1 januari 2016 wel het geval was - individueel subsidie aan, maar in het kader van het in 2016 ingevoerde programma voor ANLb, via deze collectieven.
De aanvraag geldt voor zes jaar. In de aanvraag geven de collectieven aan wat hun doelen zijn en hoe de resultaten bijdragen aan natuurbeheer.

## Organisatie
Een agrarisch collectief is werkzaam in een bepaald gebied. Het bestuur bestaat uit grondgebruikers in dat gebied, met name agrariërs, doorgaans afgevaardigden van de Agrarische natuurverenigingen (ANV) die daar werkzaam zijn. Soms valt het werkgebied van een collectief samen met  een provincie, zoals in Drenthe, maar  meestal niet.
Naast een bestuur heeft elke collectief enkele stafleden in dienst. Collectieven verrichten ook andere werkzaamheden, zoals bodem- en waterbeheer maar altijd gerelateerd aan duurzame of natuurvriendelijke landbouw. 
In Nederland bestaan anno 2025 40 van dergelijke collectieven. Deze zijn alle aangesloten bij de koepelorganisatie BoerenNatuur.